# Nantucket
Nantucket er en ø 48,3 km syd for Cape Cod, Massachusetts, i USA. Sammen med de mindre øer Tuckernuck og Muskeget udgør den kommunen Nantucket, Massachusetts og Nantucket County. Surfside på Nantucket er den sydligst beliggende bosættelse i delstaten Massachusetts.
Nantucket er en populær turistdestination og om sommeren forøges befolkningstallet fra omkring 10.000 til 50.000, hovedsageligt pga. sommergæster.[kilde mangler] Ifølge Forbes Magazine havde Nantucket i 2006 den højeste gennemsnitlige grundpris i hele Massachusetts.[kilde mangler] Øen huser en af de største koncentrationer af bygninger opført før borgerkrigen i hele USA. Nantucket Historic District, der omfatter hele Nantucket Island, blev i 1966 tilføjet listen af bevaringsværdige historiske områder i USA, hvilket betyder at National Park Service i dag står for en stor del af vedligeholdelsen af bygningerne.

## Oprindelsen til navnet
Nantucket har fået sit navn fra en algonkindialekt fra det sydlige New England, hvor øen i forskellige stavemåder blev kaldt natocke, nantican og nautican, hvilket betyder enten "Midt i vandet" eller "Ø langt væk". Nantucket omtales undertiden som The Grey Lady, da der ofte opstår en tæt tåge på øen.

## Historie

### Begyndelsen
Øen blev måske opdaget af europæere første gang i 11. århundrede af nordboere, men den blev først med sikkerhed kortlagt i 1602, da englænderen Bartholomew Gosnold på skibet Concord lagde til. Øens oprindelige befolkning, Wampanoagfolket, fik dog lov til at leve relativt uforstyrret indtil 1641, hvor rettighederne til en handelsstation blev overdraget til Thomas Mayhew og hans søn af det engelske kolonistyre. De var handelsmænd fra Watertown og Martha's Vineyard i Massachusetts. Da europæerne i stadig større grad begyndte at bosætte sig på Cape Cod, kom øen til at fungere som tilflugtssted for områdets indianere. Så længe øen ikke var beboet af europæere blev den brugt af indianerne som base for fiskeri og hvalfangst.

### Engelsk bosættelse
En egentlig engelsk koloni blev først grundlagt i 1659, da Thomas Mayhew solgte sine aktiver til "the nine original porchasers," Tristram Coffin, Thomas Macy, Christopher Hussey, Richard Swayne, Thomas Barnard, Peter Coffin, Stephen Greenleafe, John Swayne og William Pike, for, som han selv fortalte "the sum of thirty Pounds...and also two beaver hats, one for myself, and one for my wife."[kilde mangler]
Tidligere var Nantucket den vigtigste hvalfangsthavn i verden; Herman Melville beskriver fx dens dominerende position i sin bog Moby Dick (kapitel 14): Two thirds of this terraqueous globe are the Nantucketer's. For the sea is his; he owns it, as Emperors own empires. Romanfiguren Starbuck i Moby Dick er selv fra Nantucket. I sidste halvdel af 19. århundrede oplevede hvalfangsten imidlertid en tilbagegang, og samfundet på øen kom derfor i store økonomiske problemer. Byen var allerede i 1846 blevet ramt af en katastrofe, da en brænd næret af store mængder hvalolie og tømmer lagde størsteparten af byen øde; hundredvis blev efterladt hjemløse og uden økonomiske midler, mange havde derfor forladt øen.

### Senere historie
Resultatet af den store fraflytning og økonomiske nedgang var at øen forblev underudviklet og isoleret indtil midten af 20. århundrede. Isolation betød dog også, at mange gamle huse var blevet bevaret intakt. I 1950’erne begyndte entreprenører at opkøbe ejendomme på øen og restaurere bygningerne for at skabe et eksklusivt feriemål for det nordøstlige USA’s overklasse; i lighed med den nærliggende Martha's Vineyard.
I 1960’erne var der grupper i Nantucket og Martha's Vineyard, som begyndte at overveje en udtrædelse af Commonwealth of Massachusetts. I 1977 blev der rent faktisk gjort et mislykket forsøg, da en afstemning om en eventuel udmeldelse af delstaten blev iværksat som resultat af en forslag til en ændring af Massachusetts Constitution, som ville betyde en reduktion i øernes repræsentation i Massachusetts General Court.

## Geologi og geografi
Nantucket blev dannet af materiale fra den Laurentiske iskappe under den seneste istid. Efterfølgende skabte et stigende havniveau øens nuværende form. en lav bakkekam på nordsiden er resterne af en moræne, der opstod ved foden af iskappen. Sydsiden af øen består af udvasket materiale fra iskappen. Nantucket blev til en ø, Buzzards Bay blev fyldt op af stigende havvand for omkring 5000-6000 år siden.
Det samlede areal for Nantucket County er 786 km², er af består 84.25% af vand, mens arealet af Nantucket Island er 123.8 km². Øens højeste punkt er Folger Hill 33 moh. Havområdet mellem Nantucket, Martha's Vineyard og Cape Cod kaldes Nantucket Sound. Hovedbyen der også hedder Nantucket ligger på vestsiden af Nantucket Harbor, der hvor den åbner ud mod Nantucket Sound. Andre bosættelser omfatter Madaket, Surfside, PolpisWauwinetMiacomet og Siasconset.
På og omkring Nantucket findes følgende naturbeskyttede områder: Nantucket National Wildlife Refuge, Coatue (en sandbanke. Der adskiller Nantucket Sound fra Nantucket Harbor), søerne Hummock Pond og Miacomet Pond, Popsquatchet Hills og Squam Swamp (en stor sump på npordøstsiden).

## Transport
- Nantuckets lufthavn, Nantucket Memorial Airport, er en af de travleste i Massachusetts; på visse dage om sommeren har den flere starter og landinger end Bostons Logan airport. Hovedparten af trafikken består dog af privatfly.
- I feriesæsonen betjenes øen af busser.
- Nantucket kan nås fra fastlandet med tre kommercielle færgeselskaber.[5]

## Kulturelle referencer
Nantucket optræder i mange forskellige kulturelle værker, herunder både bøger, poesi, musik og film. Fx bruges sætningen "There once was a man from Nantucket" som indledning i utallige limericks. Ligesom hovedpersonen i Edgar Allan Poes The Narrative of Arthur Gordon Pym of Nantucket stammer derfra.